# Capasa chiarinii
Capasa chiarinii là một loài bướm đêm trong họ Geometridae.